# Doxocopa acharis
Doxocopa acharis är en fjärilsart som beskrevs av Hans Ferdinand Emil Julius Stichel 1928. Doxocopa acharis ingår i släktet Doxocopa och familjen praktfjärilar. Inga underarter finns listade i Catalogue of Life.